# 索科利夫卡 (哈爾科夫州)
49°22′59″N 36°38′50″E / 49.38306°N 36.64722°E
索科利夫卡（羅馬化：Sokolivka）是位於烏克蘭東部哈爾科夫州伊久姆區巴拉克利亚市镇的村莊。該村始建於1731年，面積0.19平方公里，海拔高度153米，2001年人口12，人口密度每平方公里63.8人。